# Dnyepr (hordozórakéta)
A Dnyepr vagy Dnyipro (ukránul: Дніпро; oroszul: Днепр) háromfokozatú, folyékony hajtóanyagú orosz–ukrán űrhajózási hordozórakéta, az RSZ–20 (R–36M) (NATO-kódja: SS–18 Satan) interkontinentális ballisztikus rakéta (ICBM) polgári célokra átalakított változata, amelyet a Koszmotransz vállalat használ műholdak pályára állítására. Az R–36M-t az ukrán Pivdenne tervezőiroda fejlesztett ki az 1970-es évek elején, és a START-1 szerződést követően ki kellett vonni a hadrendből. A műholdindításra használt rakétákat kivonták az orosz Hadászati Rakétacsapatok állományából és kereskedelmi célokra használják. 2020-ig 150 ICBM alakítható át és használható. A Dnyepr indítható Bajkonurból és az oroszországi Orenburgi területen lévő Jasznij űrrepülőtérről.

## Jellemzői
A Dnyepr hordozórakétán kevés módosítás van a szolgálatban lévő R–36M ICBM-hez képest. A fő különbség a teher adapter és a módosított repülésirányító egység. Ez az alapváltozat 3600 kg-ot állíthat 300 km-es pályára 50,6° hajlással, és 2300 kg-ot 300 km-es napszinkron pályára 98° hajlással. Egy átlagos küldetésen a Dnyepr egy nagyobb és több kisebb műholddal indul.

## Indítások
A kereskedelmi indítások előtt a Dnyepr a Hadászati Rakétacsapatoknál teljesített szolgálatot, ahol ICBM-ként eddig 97%-os megbízhatósággal indították.
| Repülés | Dátum                | Teher | Pálya                          | Indítóhely |
| ------- | -------------------- | --- | ------------------------------ | ---------- |
| 1.      | 1999. április 21.    | UoSAT-12 | LEO, 650 km, 65°               | Bajkonur   |
| 2.      | 2000. szeptember 26. | MegSat-1 (Spanyolország), UniSat (Olaszország), TiungSat–1 (Malajzia), SaudiSat–1A és SudiSat-1B (Szaúd-Arábia) | LEO, 650 km, 65°               | Bajkonur   |
| 3.      | 2002. december 20.   | LatinSat-1 és LatinSat–2 (Argentína), SaudiSat–1S (Szaúd-Arábia), UniSat–2 (Olaszország), Rubin–2 (Németország) | LEO, 650 km, 65°               | Bajkonur   |
| 4.      | 2004. június 29.     | Demeter (Franciaország), Saudicomsat–1, Saudicomsat–2 és Saudisat–2 (Szaúd-Arábia), LatinSat–C és LatinSat–D (Argentína), Unisat–3 (Olaszország), Amsat Echo (USA)                                                                       | Napszinkron, 700 × 850 km, 98° | Bajkonur   |
| 5.      | 2005. augusztus 24.  | OICETS & INDEX (Japán) | Napszinkron, 600 km, 98°       | Bajkonur   |
| 6.      | 2006. július 12.     | Genesis I (USA) | LEO, 560 km, 65°               | Jasznij    |
| 7.      | 2006. július 26.     | Belka (Belarusz), UniSat–4 és PiCPoT (Olaszország), Baumanec (Oroszország), AeroCube–1, CP1, CP2, ICEcube-1, ICEcube–2, ION, KUTESat, Merope, Rincon–1, Voyager és SACRED (USA), HAUSAT–1 (Dél-Korea), Ncube–1 (Norvégia), SEEDS (Japán) | Nem érte el a pályát           | Bajkonur   |
| 8.      | 2007. április 17.    | EgyptSat 1, SaudiSat 3, SaudiComSat 3-7, AKS 1, AKS 2, Cal Poly Picosatellite Project 3 & 4, CAPE 1, Libertad 1, AeroCube 2, CubeSat TestBed 1, MAST CubeSat                                                                             | SSO                            | Bajkonur   |
| 13.     | 2009. július 29.     | Deimos-1, UK-DMC-2 , DubaiSat-1, Nanosat-1B |                                | Bajkonur   |

A 2006. július 26-i sikertelen indításnál az első fokozat hajtóműve indítás után 74 másodperccel leállt. A becsapódási pont az indítóhelytől 150 km-re volt, egy lakatlan területen Kazahsztánban. A mérgező hajtóanyag beszennyezte a környéket. A rakéta több mint 20 éves volt. Egy nemzetközi csoport vizsgálja a becsapódást, addig a Dnyepr és R–36 rakéták indítását Bajkonurból felfüggesztették.

### Magyar oldalak
- Egyszerre 18 műhold veszett el (2006. július 27.)

### Külföldi oldalak
- Az üzemeltető Koszmotrasz honlapja
- A Dnyipro hordozórakéta az Ukrán Nemzeti Űrkutatási Hivatal (NKAU) honalján
- Dnepr User Guide (PDF) Archiválva 2012. február 5-i dátummal a Wayback Machine-ben
- R-36M2 (Astronautix)